# Bacar Baldé
Bacar Baldé, né le 15 janvier 1992 à Bissau en Guinée-Bissau, est un footballeur international bissaoguinéen. Il évolue au poste de défenseur.

## Biographie

### Carrière en équipe nationale
Bacar Baldé joue son premier match en équipe nationale le 4 septembre 2010 lors d'un match des éliminatoires de la Coupe d'Afrique 2012 contre le Kenya (victoire 1-0). Le 31 mai 2014, il marque son premier but en sélection lors d'un match des éliminatoires de la Coupe d'Afrique 2015 contre la République centrafricaine (victoire 3-1).
Au total, il compte 15 sélections officielles et 1 but en équipe de Guinée-Bissau depuis 2010.

## Statistiques

### Buts en sélection
Le tableau suivant liste les résultats de tous les buts inscrits par Bacar Baldé avec l'équipe de Guinée-Bissau.